# Морретис
Морретис (порт. Morretes) — муниципалитет в Бразилии, входит в штат Парана. Составная часть мезорегиона Агломерация Куритиба. Входит в экономико-статистический микрорегион Паранагуа. Население составляет 16 857 человек на 2006 год. Занимает площадь 684,580 км². Плотность населения — 24,6 чел./км².

## История
Город основан 31 октября 1733 года.

## Известные личности
- Роша Помбу, Франсиску (1857—1933) — журналист, юрист, педагог, историк, политический деятель.

## Статистика
- Валовой внутренний продукт на 2003 год составляет 67 507 717,00 реалов (данные: Бразильский институт географии и статистики).
- Валовой внутренний продукт на душу населения на 2003 год составляет 4184,97 реала (данные: Бразильский институт географии и статистики).
- Индекс развития человеческого потенциала на 2000 год составляет 0,755 (данные: Программа развития ООН).

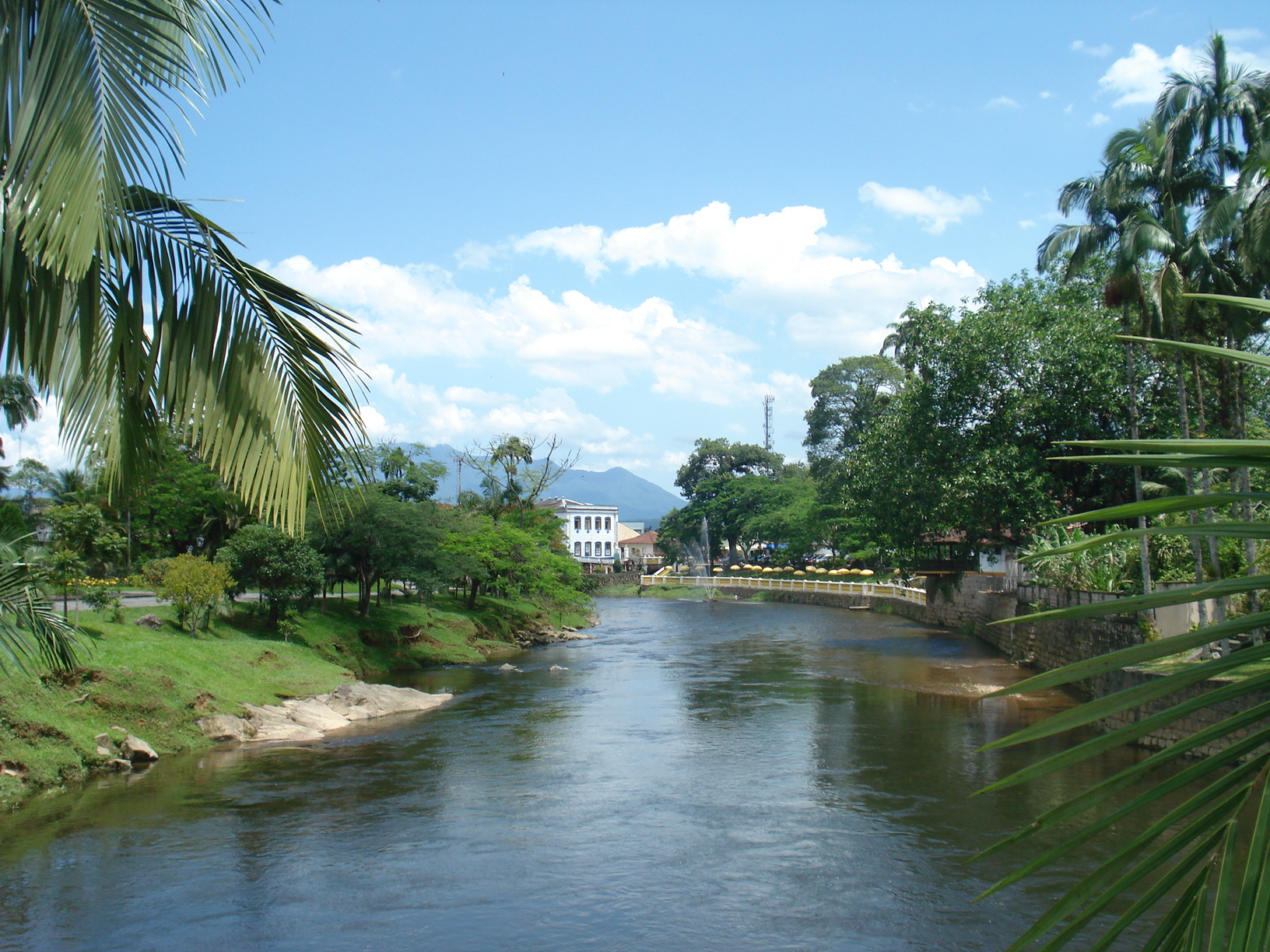